# Allerdale
Allerdale var mellan 1974 och 2023 ett distrikt i Storbritannien. Det låg i grevskapet Cumbria i riksdelen England, i den centrala delen av landet, 400 km nordväst om huvudstaden London. Distriktet hade 93 492 invånare (2001).
Den 1 april 2023 blev det en del av den nya enhetskommunen Cumberland.

## Civil parishes
- Above Derwent, Aikton, Allhallows, Allonby, Aspatria, Bassenthwaite, Bewaldeth and Snittlegarth, Blennerhasset and Torpenhow, Blindbothel, Blindcrake, Boltons, Borrowdale, Bothel and Threapland, Bowness, Bridekirk, Brigham, Bromfield, Broughton, Broughton Moor, Buttermere, Caldbeck, Camerton, Cockermouth, Crosscanonby, Dean, Dearham, Dundraw, Embleton, Gilcrux, Great Clifton, Greysouthen, Hayton and Mealo, Holme Abbey, Holme East Waver, Holme Low, Holme St Cuthbert, Ireby and Uldale, Keswick, Kirkbampton, Kirkbride, Lands common to Holme Abbey, Holme Low and Holme St Cuthbert, Little Clifton, Lorton, Loweswater, Maryport, Oughterside and Allerby, Papcastle, Plumbland, Seaton, Sebergham, Setmurthy, Silloth-on-Solway, St. John's Castlerigg and Wythburn, Thursby, Underskiddaw, Waverton, Westnewton, Westward, Wigton, Winscales, Woodside, Workington, Wythop.[2]